# Gérard Farison

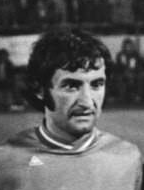
Farison als Spieler (1976)

Gérard Farison (* 15. März 1944 in Terrenoire, heute ein Ortsteil von Saint-Étienne; † 8. September 2021 in Saint-Raphaël) war ein französischer Fußballspieler.

## Vereinskarriere

### Erste Jahre bei Saint-Étienne (bis 1970)
Wenngleich der 175 Zentimeter große Linksverteidiger Farison schon 1961 und damit als Jugendlicher den Weg zum Profiklub AS Saint-Étienne gefunden hatte, ließ sein Durchbruch in der ersten Mannschaft lange auf sich warten. Erst am 5. Juli 1968 erhielt der inzwischen 24-Jährige zum ersten Mal das Vertrauen des Trainers Albert Batteux und stand bei einem 3:1-Sieg an diesem ungewöhnlich spät stattfindenden letzten Spieltag der Saison 1967/68 von Beginn an auf dem Platz. Durch diesen Einsatz wurde er offiziell zum Teil der französischen Meistermannschaft 1968, auch wenn sich seine Teamkollegen den Titel schon Wochen zuvor gesichert hatten.
Im Anschluss an sein Debüt verschwand er wieder von der Bildfläche, bevor er im August 1969 wieder eine Chance bekam und fortan gelegentlich aufgeboten wurde. 1970 holte er mit der Mannschaft zum zweiten Mal in seiner Laufbahn den nationalen Meistertitel.

### Durchbruch und Erfolgsserie mit Saint-Étienne (1970–1977)
Zu Beginn der Spielzeit 1970/71 verdrängte Farison mit Georges Polny einen Akteur, der schon auf beinahe ein Jahrzehnt als Teil der Stammelf zurückblicken konnte, und stieg auf diesem Wege zum Leistungsträger auf. Der inzwischen 26-Jährige überzeugte in der nachfolgenden Zeit durch eine Spielweise, mit der er sich auch in das Offensivspiel einschaltete und dadurch entgegen der noch einige Jahre zuvor üblichen Fokussierung auf die Abwehrarbeit handelte. In diese Zeit fiel auch sein Debüt im europäischen Wettbewerb, als er am 30. September 1970 bei einem 1:0-Sieg gegen Cagliari Calcio eingesetzt wurde.
In den frühen 1970er-Jahren nahm er mit Saint-Étienne zwar am Kampf um die Position an der Tabellenspitze teil, doch konnte das Team zunächst nicht an die Erfolge der Vorjahre anknüpfen. Dies änderte sich 1974 schlagartig, als die Mannschaft nicht nur souverän Meister wurde, sondern überdies den Einzug ins nationale Pokalfinale 1974 schaffte. Farison lief im Endspiel gegen die AS Monaco auf und hielt dank eines 2:1-Siegs zum ersten Mal diese Trophäe in den Händen. Im Jahr darauf behaupteten die Spieler mit den grünen Trikots die Meisterschaft, was insbesondere der besten Abwehrreihe der Liga, unter ihr auch Farison, zu verdanken war. Dazu gelang die Qualifikation für das Pokalendspiel 1975 und dank eines 2:0-Erfolgs gegen den RC Lens wurde auch dieser Titel verteidigt.
Als Saint-Étienne 1976 zum dritten Mal hintereinander die Meisterschaft gewann, ließ sich von einer Serie sprechen, deren Basis auch diesmal eine starke Abwehr gewesen war. Für Farison war es der insgesamt fünfte und zugleich auch letzte Meistertitel. Ein besonderer Höhepunkt seiner Karriere war der parallel zum Gewinn dieser Trophäe vollbrachte Einzug ins Landesmeisterpokalfinale 1976, bei dem die Franzosen auf den FC Bayern München trafen. Fünf Tage vor der Austragung verletzte er sich jedoch und konnte daher nur zusehen, als seine Kollegen mit 0:1 unterlegen waren.
In der nachfolgenden Spielzeit 1976/77 wurde der Platz an der Spitze mit Tabellenrang fünf deutlich verpasst, obwohl die Defensivabteilung um den Linksverteidiger Farison mit 36 Gegentoren sogar noch stabiler geworden war und von keiner anderen in der Liga übertroffen wurde. Zumindest erreichte das Team das Pokalfinale 1977, bei dem es lange Zeit  nach einer Niederlage aussah, bevor das Ergebnis in den letzten Minuten hin zu einem 2:1-Sieg gedreht werden konnte. Damit wurde Farison zum dritten und letzten Mal Pokalsieger.

### Letzte Jahre als Profi (1977–1980)
Wenngleich er die dreißig Jahre deutlich überschritten hatte, blieb der Abwehrspieler auch in der Spätphase der 1970er-Jahre ein indiskutabler Bestandteil der Stammelf. Nach einer enttäuschenden Saison 1977/78 wurde sowohl 1979 als auch 1980 der Titelgewinn als jeweils Drittplatzierter nur knapp verpasst. Farison absolvierte am 27. Mai 1980 bei einem 2:0-Sieg gegen den SEC Bastia seine letzte von insgesamt 329 Erstligapartien (sieben Tore), da er sich zur Sommerpause 1980 angesichts eines Alters von 36 Jahren für eine Beendigung seiner Laufbahn entschied.

## Nationalmannschaft
Farison war bereits 32 Jahre alt, als er am 24. April 1976 bei einem 2:0-Sieg gegen Polen auf dem Platz stand und so zu seinem Debüt im Trikot der französischen Nationalelf kam. Dieses Freundschaftsspiel blieb die einzige offizielle Begegnung zweier Nationen, an der er teilnehmen durfte. Exakt vier Monate darauf wurde er zudem noch bei einem inoffiziellen Spiel aufgeboten und konnte dabei einen 5:0-Erfolg seines Landes gegen Borussia Mönchengladbach bejubeln.

## Leben nach der aktiven Zeit
Schon als Aktiver hatte sich Farison immer einen Umzug in den warmen Süden seines Heimatlandes gewünscht. Unmittelbar nach dem Ende seiner Profilaufbahn zog er daher nach Fréjus an der Mittelmeerküste, wo er bei einem unterklassigen Verein eine Rolle als Spielertrainer übernahm und diese für einige Zeit ausführte. Darüber hinaus erhielt er eine Anstellung als Sportlehrer. 2002 ging er in den Ruhestand.